# ソフラーブ・セペフリー
ソフラーブ・セぺフリー (ペルシア語: سهراب سپهری, 1928年10月7日 – 1980年4月21日)は現代イラン詩人であり作家として知られる人物である。

## 生涯
1928年イラン中部のオアシス都市カーシャーンに生まれる。祖母は『女性詩人名鑑』に名を連ねる詩人で、父は画才に長けていた。幼い頃より家庭で試作と画作に親しんでいたといわれる。
高校卒業後は、テヘラン大学美術学科で学んだ。大学卒業後は政府機関に勤務する傍ら、詩作や絵画の制作を行なった。この期間はヨーロッパ、アフリカ、インド、パキスタン等世界各国を旅行している。1960年には彫刻を学ぶために日本を訪れ、のちに世阿弥の『敦盛』と『老松』をペルシア語に訳している。
1964年、彼は仕事を辞め、芸術活動に専念した。その後1年間アメリカに、2年間パリに住んだ。
1979年にガンを患い、治療のためにイギリスに渡ったものの、その一年後死去。亡骸は彼の故郷であるカーシャーンに埋葬された。

## 作品の特徴
隠遁の詩人として知られ、当時の文壇の風潮に反し、詩人としての活動においても詩作においても、いくつかの例外的な作品を除き政治社会問題に関わりを持たず、詩の朗唱会にさえ姿を見せることはなかった。その一方で、画家としては世界各地を回り、個展を開催するとともに新たな技法の修得に熱意をみせた。
詩「花、水、明るさ、私」に象徴的に示されるように、自然の緑や水、光によって体現される透明性を清浄さが、セぺフリーの最大の魅力である。これらは、彼の東洋哲学への情景に霊感を得ていた。初期詩集『色の死』(1951/1952)、『夢の生』(1953/1954)、『太陽の瓦解』(1961/1962)、『悲しみの東洋』(1961/1962)には、ニーマー・ユーシージ自由詩の手法を踏襲しながらも、仏教思想への傾倒を端的に示した作品が多い。
刺繍『緑のひろがり』(1967/1968)では、万物と「私」の一体性が「緑」のイメージに集約され、新・神秘主義とも称される、独自のイメージを確立した。
さらに最後の詩集『僕たちは何もない。僕たちはただ見るだけ』(1977/1978)では、歴史的時間や認知空間を越えて息づく生への、透徹した眼差しが表現されている。
詩集6編と長編詩を2編を収めた全集『八詩集』(1977/1978)が広く読まれているほか、詩「住所」は、アッバス・キアロスタミの映画『友だちのうちはどこ？』にインスピレーションを与えた作品としても知られる。
代表的な詩として「水の足音（صدای پای آب）」がある。